# Léonti Mroveli
Léonti Mroveli  (en géorgien : ლეონტი მროველი) est un évêque et historien géorgien du XIe siècle.
« Mroveli » n’est pas son patronyme mais provient de son titre d’évêque de Ruisi (près d'Urbnisi), charge qu’il assuma à partir de 1066 et qui est à l’origine de la translittération anglaise de son nom en « Leontius of Ruisi ».
Léonti Mroveli est considéré comme l’auteur de plusieurs textes constituant la base du corpus utilisé au XVIIIe siècle par le prince Vakhoucht Bagration et son comité d’historiens pour établir la première partie de la Chronique géorgienne traduite et éditée ensuite par Marie-Félicité Brosset dans son Histoire de la Géorgie. Il est constitué par:
- l’Histoire des rois de K’art’li  (C'xorebay K'art'velt'a Mep'et'a), qui relate les événements depuis l’origine légendaire de l’Ibérie jusqu’au roi Mirvan III ou Miriam ;
- la conversion de K’art’li par Nino ou Nina (Mok'c'evay K'art'lisay) qui relate la vie de Nino et la conversion du roi Mirvan III ;
- le martyr d’Arc’il roi de K’art’li qui a pour sujet le roi Artchil Ier le Martyr du VIIIe siècle.

Récemment, Stephen H. Rapp a cherché à démontrer en s’appuyant sur l’analyse lexicologique interne des textes que Léonti Mroveli, qui n'évoque pourtant aucune source antérieure, n’était qu’un compilateur et qu’il travaillait sur des ouvrages antérieurs, vraisemblablement du VIIIe siècle.

## Problématique
Ces textes, notamment le C'xovreba Mep'et'a (Histoire des rois), donnent un récit continu et cohérent de l’histoire de la Géorgie avec de nombreux détails généalogiques, mais qui le plus souvent ne permettent pas d’établir des synchronismes satisfaisants avec les sources occidentales romaines ou grecques et les sources arméniennes ou arabes.
Par ailleurs, la chronologie retenue implique des règnes de longueurs exceptionnelles : Pharnabaze Ier (65 ans), son fils Sauourmag (75 ans), son petit-fils Mirian Ier (50 ans), avec des longévités patriarcales et des paternités arrivées au-delà de 60 ans.  On constate des durées de règne également exceptionnelles pour les princes du VIIIe siècle, de Stéphannos II à Artchil et Djouanscher : 3 générations pour 147 ans de 639 à 786 ou à l’inverse des successions de règnes parallèles sur une période réduite comme la double dynastie du Ier siècle : 74 ans seulement pour 5 générations.
La critique contemporaine reproche à Cyrille Toumanoff d’avoir accordé trop de confiance à ce système qu’il ne remet explicitement en cause que sur la Diarchie du Ier siècle, la datation de l’avènement des Bagratides ou la chronologie des princes du VIIIe siècle.